# Иволга (приток Ухтомы)
Иволга — небольшая река в России, протекает по Ивановской области. Устье реки находится по правому берегу реки Ухтома. Исток находится в лесах Ильинского района. Длина реки незначительна. Не судоходна.
Вдоль русла реки расположен единственный населённый пункт — Липкино.